# Tempestade tropical Dujuan (2021)
A tempestade tropical Dujuan, conhecida nas Filipinas como tempestade tropical Auring, foi uma tempestade tropical que causou fortes chuvas nas Filipinas e em Palau, causando pequenos danos. Dujuan foi a segunda depressão e a primeira tempestade nomeada da temporada de tufões de 2021 no Pacífico. Dujuan começou como uma depressão tropical no mar das Filipinas, que lentamente seguiu para o noroeste em direção às Filipinas. Sua força oscilou de 19 a 21 de fevereiro devido ao ambiente desfavorável perto da tempestade na época. O sistema foi declarado uma tempestade tropical antes de sua chegada na Ilha Batag, Laoang, Northern Samar em 22 de fevereiro.
Dujuan não causou vítimas em Palau. Nas Filipinas, no entanto, a tempestade causou 1 morte e deixou 4 desaparecidos. A tempestade também fez um navio de pesca virar, deixando 15 pescadores filipinos à deriva por seis dias antes de serem resgatados. A água da enchente inundou casas em Surigao del Sur, submergindo a cidade de Tandag junto com 3.168 hectares de terras cultiváveis. Os danos totais nas Filipinas chegaram a pelo menos US $ 3,29 milhões (2.021 USD).

## História meteorológica
Em 16 de fevereiro, a Agência Meteorológica do Japão (JMA) informou que uma depressão tropical havia se desenvolvido sobre o mar das Filipinas. Apenas duas horas depois, o JTWC emitiu um Alerta de Formação de Ciclone Tropical (TCFA) no sistema, enquanto ele estava localizado a cerca de 15 milhas (25 km) a leste de Babeldaob, Palau. A depressão exibia características de bandas convectivas, envolvendo-se em um centro de circulação desorganizado de baixo nível. Dentro de uma área favorável para desenvolvimento posterior, com vento de cisalhamento vertical de baixo a moderado, forte vazão no pólo e temperaturas da superfície do mar de 29-30 ° C (84-86 ° F), o sistema começou a se intensificar. Às 3:00 UTC de 17 de fevereiro, a depressão havia entrado na Área de Responsabilidade das Filipinas (PAR), e recebeu o nome de Auring pelo PAGASA. Isso fez de Dujuan a primeira tempestade nomeada dentro do PAR em 2021. Seis horas depois, o JTWC divulgou seu primeiro alerta sobre a depressão tropical, dando-lhe a designação 01W.  À medida que o sistema seguia na direção oeste-noroeste, ele continuou a se fortalecer até que foi atualizado para uma tempestade tropical pelo JTWC e pelo PAGASA nas primeiras horas de 18 de fevereiro. Às 7:00 UTC do mesmo dia, o JMA fez o mesmo com o JTWC e o PAGASA e atualizou o sistema para uma tempestade tropical e nomeou o sistema Dujuan.
Às 03:00 UTC de 19 de fevereiro, o PAGASA transformou Dujuan em uma tempestade tropical severa, antes de rebaixá-la. No dia seguinte, o cisalhamento do vento vertical no ambiente de Dujuan havia diminuído, permitindo que a tempestade se intensificasse ligeiramente.  O cisalhamento do vento vertical associado à monção nordeste ainda persistia, afetando o sistema, e em 22 de fevereiro, o JMA, o JTWC e o PAGASA rebaixaram o sistema para uma depressão tropical após o centro de circulação de baixo nível do sistema ( LLCC) havia enfraquecido antes do landfall. A JMA e o JTWC emitiram seus pareceres finais momentos depois. A tempestade atingiu a ilha Batag em Laoang, Northern Samar às 09:00 PHT (01:00 UTC) do mesmo dia. Antes de cruzar as ilhas Rapu-Rapu em Albay, o PAGASA declarou a tempestade como uma área de baixa pressão e emitiu seu boletim final sobre a tempestade. A tempestade se dissipou no mesmo dia, algumas horas antes da meia-noite.

## Preparações e impacto

Dujuan se aproxima das Filipinas enquanto se intensifica novamente

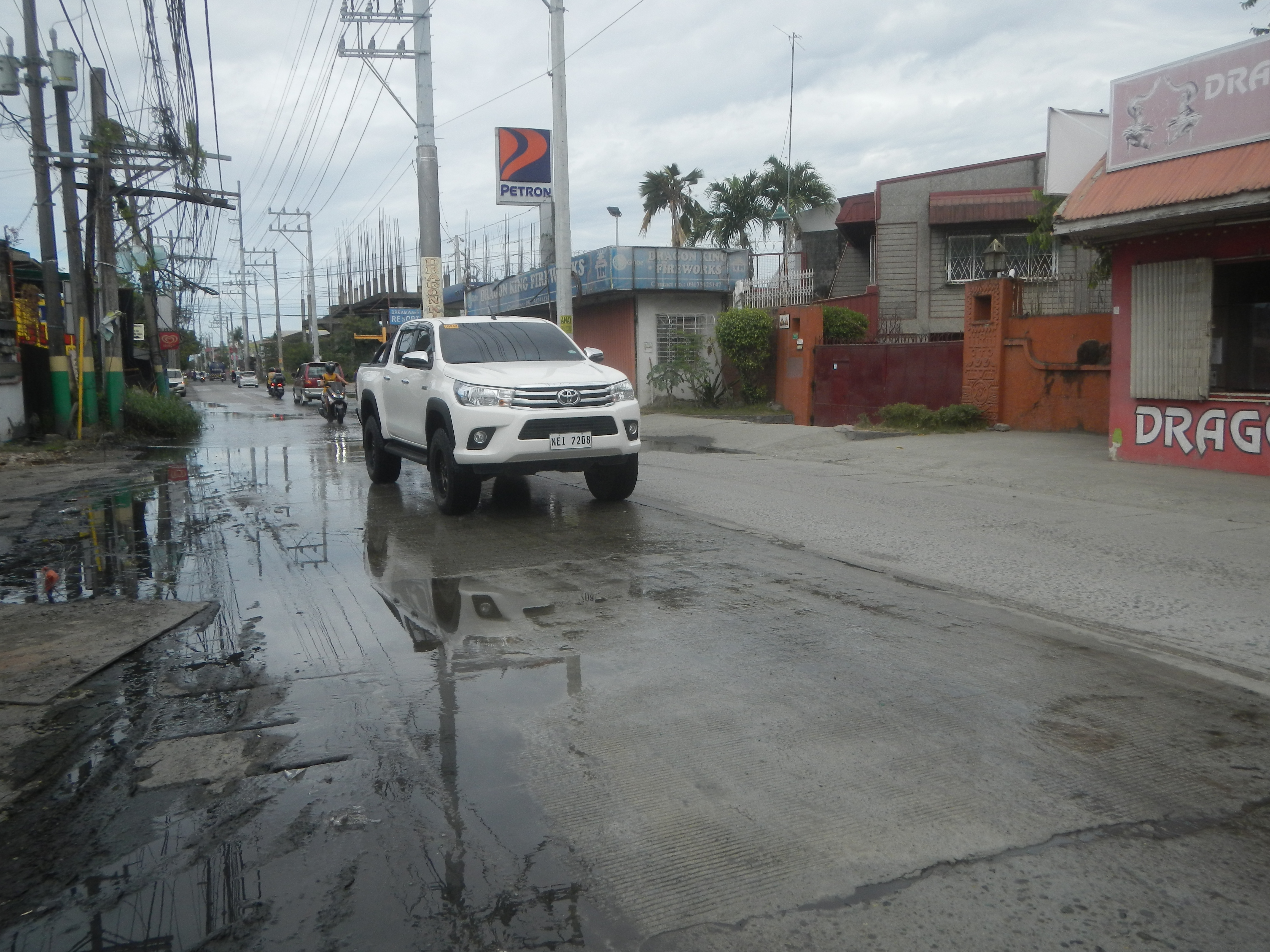
Céu nublado e poças de chuva associadas a Dujuan em Bocaue em 21 de fevereiro

Dujuan mudou-se brevemente para Palau em 16 de fevereiro como uma depressão tropical, trazendo fortes chuvas para partes do país. Em 18 de fevereiro, o barco de 15 pescadores filipinos virou na costa de Surigao, deixando o grupo à deriva por seis dias até serem resgatados pela Guarda Costeira das Filipinas.
Antecipando-se à tempestade, o PAGASA lançou avisos de Sinal # 1 para a seção oriental de Mindanao em 19 de fevereiro, com os mesmos avisos levantados nas províncias orientais de Visayas. Os avisos de sinal 2 também foram emitidos na maioria de Eastern Samar, Samar, Southern Leyte, Ilhas Dinagat e Surigao del Norte em 21 de fevereiro enquanto Dujuan se intensificava novamente horas antes do desembarque. Os avisos foram reduzidos rapidamente, no entanto, apenas algumas horas após serem emitidos. Apesar dos avisos reduzidos, a tempestade foi capaz de causar inundações em partes de Visayas. Antes da chegada da tempestade, na cidade de Tandag, Surigao del Sur, fortes chuvas já haviam feito com que as casas fossem submersas nas enchentes. As aulas e o trabalho do governo foram suspensos em 22 de fevereiro em Romblon, Tacloban City e Negros Oriental e em partes de Leyte, Cebu, Davao de Oro e Surigao del Sur.
Um total de 232.899 pessoas foram afetadas no norte de Mindanao, Caraga e na região de Davao. Pelo menos 77.811 dos indivíduos afetados foram levados para 344 vários abrigos de evacuação em cada região. Em Surigao del Norte e Surigao del Sur, 180 casas foram parcialmente danificadas e outras 60 totalmente danificadas. 42 voos domésticos e várias viagens marítimas também foram cancelados devido ao mau tempo. Uma análise do Programa STAMINA4Space revelou que mais de 3.412 hectares de terra foram inundados devido às enchentes de Dujuan, com 92% (3.168 ha) das terras sendo terras agrícolas. A área de cultivo continha apenas vegetação esparsa na época, no entanto. Nas Filipinas, uma pessoa foi declarada morta e outras quatro desaparecidas. Danos agrícolas ficaram em $  enquanto os danos de infraestrutura permaneceram em $ 23,6 milhões, para um total de $ 103 milhões ( US $ 3.29 milhões). A Aon estima que as perdas totais nas Filipinas chegaram a pelo menos US $ 10 milhões (2.021 USD).